# Hieracium kentii
Hieracium kentii es una especie de planta con flor del género Hieracium, de la familia Asteraceae, orden Asterales.

## Distribución
Hieracium kentii se distribuye por Inglaterra.

## Taxonomía
Fue descrita científicamente por P. D. Sell.
Tratamiento taxonómico
La especie aparece registrada en una sección de la publicación Watsonia.